# フランクリーナ (小惑星)
フランクリーナ (982 Franklina) は小惑星帯に位置する小惑星である。ヨハネスブルグのユニオン天文台でハリー・エドウィン・ウッドによって発見された。
イギリスの天文学者ジョン・フランクリン・アダムスにちなんで命名された。